# Дуглас Франко Тейшейра
Дуглас Франко Тейшейра (порт. Douglas Franco Teixeira, нар. 12 січня 1988, Флоріанополіс) — нідерландський футболіст бразильського походження, захисник.
Насамперед відомий виступами за клуб «Твенте», в якому провів шість сезонів, вигравши з клубом ряд національних трофеїв.

## Ігрова кар'єра
У дорослому футболі дебютував 2006 року виступами за «Жоїнвіль», в якому провів один сезон, взявши участь лише у 2 матчах чемпіонату.
До складу клубу «Твенте» приєднався 2007 року, де і грав до завершення контракту з командою влітку 2013 року. За цей час встиг відіграти за команду з Енсхеде 162 матчі в національному чемпіонаті, в яких забив 15 голів. За цей час виборов титул чемпіона Нідерландів, а також ставав володарем Кубка та Суперкубка країни.
17 липня 2013 року було оголошено про підписання контракту з московським «Динамо». За динамівців захисник зіграв два сезони, взявши участь у 45 матчах чемпіонату.
29 серпня 2015 року Дуглас перейшов в турецький «Трабзонспор», підписавши з клубом трирічний контракт.

## Кар'єра в збірній
Тейшейра жодного разу не викликався в національну збірну своєї країни. Після тривалого виступу в Нідерландах він вирішив отримати громадянство цієї країни з метою потрапити в збірну Нідерландів. Його прагнення схвалив головний тренер національної збірної Берт ван Марвейк.
2 листопада 2011 Тейшейра отримав громадянство Нідерландів, проте за «помаранчевих» так і не дебютував.

## Титули і досягнення
- Чемпіон Нідерландів (1):

«Твенте»: 2009-10
- Володар Кубка Нідерландів (1):

«Твенте»: 2010-11
- Володар Суперкубка Нідерландів (2):

«Твенте»: 2010, 2011